# Små skridt
Små skridt är ett musikalbum från 1981 av den danska sångerskan Trille utgivet på skivbolaget Exlibris (EXL 30011).
Albumet utgavs ursprungligen som LP, men återutgavs som CD 2010 i CD-boxen Hele Balladen.

## Låtlista

### Sida 1
1. Kagesang 3:05
2. Såtid 3:47
3. Min flamme 3:23
4. Dum 5:05
5. De små skridts tunge dans 5:42

### Sida 2
1. Godt nok 4:27
2. Heksedans 3:38
3. Min lille følgesvend (Sang til det store barn) 3:04
4. Flyv lille påfugl 4:03
5. Ud i krogene 6:50